# Борец алтайский
Боре́ц алта́йский, или Волкобо́й (лат. Aconitum altaicum) — многолетнее травянистое растение, вид рода Борец (Aconitum) семейства Лютиковые (Ranunculaceae).

## Распространение и экология
Ареал вида охватывает Алтай. Эндемик.
Произрастает в альпийском поясе на Алтае по россыпям и моренам, по берегам горных ручьев, около ледников, на альпийских и субальпийских лугах.

## Ботаническое описание
Корни клубневидные, длиной 2—5 см, толщиной до 1 см, веретеновидные. Стебли высотой 20—40 см и толщиной 3-4 мм, прямой, простой, круглый, в нижней части голые, в соцветии покрыты мягкими волосками.
Листья расположены по всему стеблю, нижние на длинных черешках, верхние сидячие. Пластинка в общем очертании округло-пятиугольная, почти до основания пальчато-пятираздельная, с крупными туповатыми зубцами, сверху тёмно-зелёная, снизу серовато-зелёная.
Соцветие — простая конечная кисть из тёмно-фиолетовых цветков длиной до 30 см и шириной до 1,5 см. Шлем высотой 0,8 см, длиной 1,7 см и шириной на уровне носика 1,5 см, клиновидно-конический, с небольшим, вниз направленным носиком, совершенно голый, у носика с ресничками; боковые доли околоцветника округлые, в поперечнике около 1,3 см; нижние доли длиной до 1 см и шириной 0,3—0,5 см. Нектарники на сильно изогнутом ноготке, с небольшим, диаметром до 1 мм, головчатым, шпорцем, неширокой пластинкой.

## Значение и применение
Содержит алкалоиды; в фазе созревания семян особенно много их в корнях, несколько меньше в листьях и стеблях. Значительное количество алкалоидов обнаружены в семенах.
Известны многочисленные отравления им скота.
Выращивается как декоративное растение.

## Таксономия
Вид Борец алтайский входит в род Борец (Aconitum) трибы Живокостные (Delphinieae) подсемейства Лютиковые (Ranunculoideae) семейства Лютиковые (Ranunculaceae) порядка Лютикоцветные (Ranunculales).
|  |                       |  |                                               |                                               |                                         |  | ещё четыре подсемейства (согласно Системе APG II) | ещё четыре подсемейства (согласно Системе APG II) |                                           |  |  |  | ещё 2 рода              | ещё 2 рода          |  |  |
|  |                       |  |                                               |                                               |                                         |  | ещё четыре подсемейства (согласно Системе APG II) | ещё четыре подсемейства (согласно Системе APG II) |                                           |  |  |  | ещё 2 рода              | ещё 2 рода          |  |  |
|  |                       |  |                                               | семейство Лютиковые                           |                                         |  |                                                   |                                                   | триба Живокостные                         |  |  |  |                         | вид Борец алтайский |  |  |
|  |                       |  |                                               | семейство Лютиковые                           |                                         |  |                                                   |                                                   | триба Живокостные                         |  |  |  |                         | вид Борец алтайский |  |  |
|  | порядок Лютикоцветные |  |                                               |                                               | подсемейство Лютиковые (Ranunculoideae) |  |                                                   |                                                   | род Борец, или Аконит                     |  |  |  |                         |                     |  |  |
|  | порядок Лютикоцветные |  |                                               |                                               |                                         |  |                                                   |                                                   |                                           |  |  |  |                         |                     |  |  |
|  |                       |  | ещё десять семейств (согласно Системе APG II) | ещё десять семейств (согласно Системе APG II) |                                         |  |                                                   | ещё восемь триб (согласно Системе APG II)         | ещё восемь триб (согласно Системе APG II) |  |  |  | ещё от 250 до 300 видов |                     |  |  |
|  |                       |  |                                               | ещё десять семейств (согласно Системе APG II) |                                         |  |                                                   |                                                   | ещё восемь триб (согласно Системе APG II) |  |  |  |                         |                     |  |  |